# おっつけ
おっつけ（追っ付け、押っ付け）とは、相撲の技術のひとつである。
相手の差し手を封じるために、相手が差しにきたり突っ張ったりした時に、自分の肘を自分の脇に押し付け（「おっつけ」の名はここに由来している）、手は相手の肘に外側から当てがってしぼり上げる。ただし決まり手にはならない。そのまま前進して相手の肘や肩を極めることにより、相手の重心を浮き上がらせることも可能。おっつける側に足を十分に入れ、低くおっつけないと効果は薄い。攻守ともに威力があり、相撲技の中でも最も重要な技のひとつ。元若の里の西岩親方は「おっつけのない四つ相撲は『歩のない将棋』」とその重要性を説いている。
廻しを取る時もおっつけも小指に力を入れるのが基本で、非熟練の力士はそうした時に親指に力が入るが、熟練の力士は小指に力が入る。また、元若の里の西岩親方は「今の力士は腕だけでおっつけている人が多い」と苦言を呈している。
大正時代の横綱栃木山は左利きであったが、猛稽古で右の腕力も鍛えて、左ハズ押し右おっつけの型になれば大盤石であった。
昭和では大関清國のおっつけが有名。平成に入ってからは横綱3代目若乃花や大関栃東が名手とされていた。
誰かに食事をおごらせるという意味で「おっつける」という単語を使うケースもある。